# 金井清一 (国文学者)
金井清一（かない せいいち、1931年- ）は、日本の国文学者、京都産業大学名誉教授。

## 人物
埼玉県生まれ。1957年東京大学文学部国文学科卒。65年同大学院博士課程満期退学。東京女子大学助教授、京都産業大学教授、2002年定年、名誉教授。『万葉集』をはじめ上代文学が専門。

## 著書
- 『万葉詩史の論』(笠間叢書 笠間書院, 1984
- 『萬葉集全注 巻第9』有斐閣, 2003
- 『古代抒情詩『万葉集』と令制下の歌人たち』笠間書院, 2019.8

### 共編・校注
- 『年表資料上代文学史』小野寛共編. 笠間書院, 1974
- 『古事記・風土記・日本霊異記』 (鑑賞日本の古典 1) 曽倉岑共著. 尚学図書, 1981
- 『古事記』 (日本の文学. 古典編 1) 校注・訳. ほるぷ出版, 1987.7

## 論文
- <金井清一